# Nebo boje moje ljubavi
Nebo boje moje ljubavi dvanaesti je studijski album hrvatske grupe Magazin. Album je 1996. godine objavila diskografska kuća Croatia Records. Ovo je prvi album grupe Magazin s Jelenom Rozgom kao vodećim vokalom.

## Pozadina
Godine 1995. Tonči Huljić je počeo tražiti novu pjevačicu za grupu Magazin koja je trebala zamijeniti Danijelu Martinović. Tonči i Jelenina majka Marija dogovorili su audiciju. Jelena je u jednom zagrebačkom restoranu otpjevala pjesme Opusti se i Zlato ljubavi nakon čega je primljena u grupu. Jelena je profesionalnu glazbenu karijeru započela 1996. godine, kada je na Dori izvela pjesmu Aha te osvojila drugo mjesto. Ipak, na Dori je nastupala pod svojim imenom, a tek je kasnije na Melodijama hrvatskog Jadrana 1996. godine debitirala kao pjevačica grupe i to s pjesmom Suze biserne. Krajem godine, u prosincu je objavljen album Nebo boje moje ljubavi.

## O albumu
Na albumu se nalazi 8 pjesama. Autori većine pjesama su Vjekoslava Huljić i Tonči Huljić; iznimka je pjesma Duša južnjačka, čiji je autor Bratislav Zlatanović.  Producent gotovo svih pjesama je Fedor Boić (osim pjesme Suze biserne, koju je producirao Stipica Kalogjera). Na albumu se našao i jedan duet: pjesma Samo navika, koju je grupa snimila s Oliverom Dragojevićem. Izvršni producent albuma je Edwin Softić, a supervizor Tonči Huljić. Album je sniman u studiju CBS Zagreb, a miksan u studiju Tivoli u Ljubljani. Album je zvukovno kohezivan i prevladava pop zvuk.

## Komercijalni uspjeh
Album je ostvario zlatnu tiražu.

## Popis pjesama
| Nebo boje moje ljubavi | Nebo boje moje ljubavi                  | Nebo boje moje ljubavi           | Nebo boje moje ljubavi | Nebo boje moje ljubavi | Nebo boje moje ljubavi | Nebo boje moje ljubavi | Nebo boje moje ljubavi | Nebo boje moje ljubavi | Nebo boje moje ljubavi |
| Br.                    | Skladba                                 | Autor                            | Producent(i)           | Trajanje               |                        |                        |                        |                        |                        |
| ---------------------- | --------------------------------------- | -------------------------------- | ---------------------- | ---------------------- | ---------------------- | ---------------------- | ---------------------- | ---------------------- | ---------------------- |
| 1.                     | »Suze biserne«                          | Tonči Huljić • Vjekoslava Huljić | Stipica Kalogjera      | 3:33                   |                        |                        |                        |                        |                        |
| 2.                     | »Minut' srca tvog«                      | Huljić • Huljić                  | Fedor Boić             | 4:23                   |                        |                        |                        |                        |                        |
| 3.                     | »Nebo boje moje ljubavi«                | Huljić • Huljić                  | Boić                   | 4:18                   |                        |                        |                        |                        |                        |
| 4.                     | »Gotova stvar«                          | Huljić • Huljić                  | Boić                   | 4:15                   |                        |                        |                        |                        |                        |
| 5.                     | »Samo navika (feat. Oliver Dragojević)« | Huljić • Huljić                  | Boić                   | 4:12                   |                        |                        |                        |                        |                        |
| 6.                     | »Grana zimzelena«                       | Huljić • Huljić                  | Bojić                  | 3:25                   |                        |                        |                        |                        |                        |
| 7.                     | »O, ne, o, ne«                          | Huljić • Huljić                  | Boić                   | 4:27                   |                        |                        |                        |                        |                        |
| 8.                     | »Duša južnačka«                         | Huljić • Bratislav Zlatanović    | Boić                   | 4:32                   |                        |                        |                        |                        |                        |
| 33:05                  |                                         |                                  |                        |                        |                        |                        |                        |                        |                        |